# Matthew Howson
Matthew „Matt” Howson (ur. 25 sierpnia 1983 roku w Norwich) – brytyjski kierowca wyścigowy.

## Kariera
Howson rozpoczął karierę w międzynarodowych wyścigach samochodowych w 2001 roku od startów w Formule Renault WInter Championship. Z dorobkiem 43 punktów uplasował się na dziesiątej pozycji w końcowej klasyfikacji kierowców. W późniejszych latach Brytyjczyk pojawiał się także w stawce edycji zimowej Brytyjskiej Formuły Ford, Avon Tyres Junior Formuła Ford Championship, Brytyjskiej Formuły Ford, Brytyjskiej Formuły BMW, Światowego Finału Formuły BMW, Brytyjskiej Formuły Renault, Brytyjskiego Pucharu Porsche Carrera, Asian GT Championship, Azjatyckiej Formuły 3, Japońskiej Formuły 3, 24-godzinnego wyścigu Le Mans oraz FIA World Endurance Championship.